# Alfredo Urdaci
Jesús Alfredo Urdaci Iriarte  (Pamplona, Navarra; 22 de diciembre de 1959) es un periodista español.

## Trayectoria profesional
Es licenciado en Ciencias de la información en Periodismo por la Facultad de Comunicación de la Universidad de Navarra en 1981 y en Filosofía por la Facultad de Filosofía de la Universidad Complutense de Madrid en 1987, comenzó su carrera periodística en 1983 en el desaparecido Diario 16.
En 1985 se incorpora a Radio Nacional de España, comenzando en el archivo sonoro de la emisora y poco después hasta 1993, es director y presentador sucesivamente de España a las 6, España a las 7, de los informativos de fin de semana y Diario de la tarde. 
Entre 1993 y 1996 ejerció como corresponsal de RNE en Roma. Y en 1996 pasa a ser presentador y director del programa España a las 8 de Radio Nacional de España.
En agosto de 1998 fue nombrado subdirector de los Servicios Informativos de TVE, a la vez que asumió la dirección y presentación del Telediario Segunda Edición de La Primera de Televisión Española.
En mayo de 2000, Javier González Ferrari, director general de RTVE, lo nombra director de los Servicios Informativos de TVE, siguiendo como director y presentador del Telediario Segunda Edición. Durante el período en que dirigió los informativos, el sindicato Comisiones Obreras denunció a Televisión Española, acusándola de haber manipulado las informaciones en favor del gobierno, antes y durante la huelga general en España de 2002, en el segundo mandato de José María Aznar como presidente del Gobierno. Como presentador del TD-2 y director de los Servicios Informativos fue el encargado de leer la rectificación de las informaciones según un texto pactado entre los directivos de RTVE y Comisiones Obreras. Aunque cumplió formalmente la sentencia, lo hizo leyendo la rectificación tras los créditos y la sintonía de fin del informativo. Comisiones Obreras pidió aclaraciones al juez sobre si era válida la ejecución de la sentencia, considerando que además la había leído a una velocidad mayor de la habitual, interpretando el nombre del demandante como «ce ce o o», cuando la lectura de siglas no es la práctica habitual en televisión y radio. Los jueces consideraron que se había leído con corrección.
Desde el 8 de septiembre de 2003 al 31 de octubre de 2003 presentó el TD-2 junto a Letizia Ortiz, hasta que se hizo público el compromiso de ésta con el príncipe Felipe de Borbón y entre el 12 de enero y el 20 de abril de 2004 con Helena Resano. Entre octubre de 2003 y abril de 2004 simultaneó su labor en el Telediario con la presentación de El debate de La 2, ocupación que alternaba semanalmente con el también periodista Luis Herrero. 
En enero de 2004 fue premiado por Manuel Fraga por la cobertura informativa que TVE realizó del desastre del Prestige. 
Urdaci se vio en un incómodo papel al ser el encargado de presentar el especial informativo de Televisión Española para la noche electoral del 14 de marzo de 2004. Tras los atentados del 11 de marzo en Madrid, TVE fue acusada de seguir órdenes del Gobierno del Partido Popular, atribuyendo bajo la dirección de los Servicios Informativos, los atentados del 11 de marzo al grupo terrorista ETA y no a Al Qaeda. Días posteriores a los atentados y antes de las elecciones, diversas televisiones internacionales reprocharon al Gobierno y a la televisión pública española, el intento de ocultar la verdad ante una posible derrota del PP como consecuencia de la guerra de Irak, que trajo consigo los peores atentados sufridos en Europa tras la Segunda Guerra Mundial. Cuando se perfilaba la victoria del Partido Socialista, muchos simpatizantes de los partidos de la hasta entonces oposición, coreaban eslóganes contra su persona en las conexiones de TVE que él mismo introducía, y que pudieron ser oídos con claridad a través de los televisores.
Tras el triunfo del PSOE en las elecciones de marzo de 2004, el martes 20 de abril se despide de la audiencia del Telediario 2. El jueves 22 de abril, el director general de RTVE, José Antonio Sánchez, lo cesa (a petición de éste) para evitar que lo haga la nueva directiva de RTVE. Helena Resano, copresentadora del TD-2 desde el lunes 12 de enero, presenta el informativo en solitario transitoriamente. Desde la nueva dirección de la cadena le ofrecen en septiembre de 2004 ser presentador de un programa de entrevistas, aunque lo rechaza, ya que dicho programa sólo se hubiera emitido en TVE Internacional y no en España, por ello solicitó una excedencia de dos meses, de octubre a diciembre de 2004, y en diciembre pidió un mes de vacaciones, por lo que tenía que haberse incorporado a su puesto de trabajo en RTVE el 17 de enero de 2005, pero finalmente no fue así porque pidió una excedencia laboral voluntaria el 14 de enero de 2005, de un máximo de 10 años de duración.
Una vez fuera de la radiotelevisión pública, aspiró a montar su propia productora de eventos especiales[cita requerida] y colaboró esporádicamente con algunas cadenas de televisión como La Sexta, donde en 2006 participó en el concurso El club de Flo, interpretando monólogos humorísticos junto a otros siete personajes populares.
En julio de 2006 fichó por Vocento y comenzó a presentar el infomagazine nocturno Locos x Madrid en Onda 6. 
Durante este periodo compaginó la presentación del programa con colaboraciones como tertuliano y comentarista en programas de televisión (Espejo público [2006-2007] en Antena 3, El programa de Ana Rosa [2005-2008], Sábado Dolce Vita [2006-2007], La noria [2007-2009] y La mirada crítica [de septiembre a diciembre de 2008] en Telecinco) y de radio (Herrera en la onda, La Brújula y Julia en la onda, los tres en Onda Cero). Además, es asesor de algunos medios y dirige la sección de comunicación del bufete de abogados Lexland Sport.
También es columnista del periódico gratuito Ahora, impulsado por Luis María Anson y ha escrito libros como Días de ruido y furia: La televisión que me tocó vivir, El cónclave (Planeta, 2005), El cónclave: Los secretos de la elección del Papa al descubierto, Benedicto XVI y el último cónclave y Cómo salir del infierno: Crónica de un naufragio. El libro Días de ruido y furia: La televisión que me tocó vivir, trata sobre su última etapa como director de los Servicios Informativos de Televisión Española. Este libro tuvo que ser retirado de la distribución tras una denuncia por parte del periodista de la Cadena SER, Fernando Delgado. Posteriormente, reconoció que dicho libro contenía afirmaciones falsas sobre unas supuestas declaraciones del citado periodista durante la jornada electoral del domingo, 14 de marzo de 2004. Tanto Urdaci como Plaza & Janés se comprometieron por escrito a eliminar estas frases en las futuras ediciones del libro. En este libro, expone el acoso y la manipulación del que desde su punto de vista había sido objeto.
Desde enero de 2009 hasta octubre de 2013 ejerció como jefe de prensa del promotor inmobiliario Francisco Hernando, conocido como El Pocero.
En octubre de 2013 anunció la creación de su propia empresa de comunicación, la cual se denominará Ludiana Bluefields y que estará destinada entre otras cosas, a la producción televisiva, las empresas de eventos y asesoramiento en comunicación.
Entre enero y febrero de 2014 colaboró en el programa Abre los ojos y mira en Telecinco. Desde marzo hasta julio de 2014 fue colaborador en el programa La Marimorena en Trece.
El 29 de julio de 2014 es nombrado director de los Servicios Informativos de Trece, asumiendo a su vez la presentación de la 2.ª edición de Al Día, el principal informativo de la cadena. En abril de 2017 se anunció que presentaría en esta misma cadena un nuevo programa: La contra. De media hora de duración, tendría como único protagonista a Urdaci, que examinaría desde un enfoque humorístico la actualidad política de España. La contra se empezó a emitir el 3 de mayo de 2017 a las 21:00. El 3 de julio de 2017 fue cesado como director de informativos de la cadena, dentro de un conjunto de despidos en la cadena.
Desde enero de 2017 a marzo de 2021 fue patrono de Aje Madrid. Al mismo tiempo, en octubre de 2018, fue autor del libro Manual urgente de comunicación de Editorial Almuzara. 
Desde enero de 2019 es editor en la página Fanfan. También colaboraba una vez por semana en el programa Los intocables de Distrito TV, presentado por Javier Algarra, su predecesor en la subdirección de los Servicios Informativos de Televisión Española.
En mayo de 2021 se informó que el periodista llevaría a juicio a RTVE, porque llevaba pidiendo su reingreso a la empresa desde enero de 2015 —al finalizar la excedencia que pidió en enero de 2005— y serle denegado en hasta seis ocasiones, hasta 2020. Como personal fijo de la Corporación desde 1985, con la categoría de informador, aparte de su readmisión en la empresa, pediría una indemnización de 300 000 euros (a razón de un salario de 50 000 euros anuales dejados de percibir desde 2015 a 2020). En julio de 2023 ganó dicha demanda, obligando la justicia a RTVE a readmitirle en la categoría de informador, plaza por oposición que obtuvo en 1985. El 13 de diciembre de 2023 se reunió con el departamento de Recursos Humanos y Organización de RTVE, para asignarle su ubicación dentro de la empresa. Desde el 8 de enero de 2024 regresa a RTVE como redactor del programa La aventura del saber de La 2.
Al mismo tiempo, como especialista en Comunicación Corporativa y Gestión de crisis y en Comunicación personal, imparte sesiones en el Máster de Comunicación de la escuela de negocios ESCOEX International Business School y es director general adjunto en MBS (Mobility Business Solutions). Además, desde octubre de 2023, tiene su propio podcast diario, llamado Buenos días, España y su propio medio de comunicación digital Open Spain Media.

## Vida privada
Está casado desde 1991 con María Jesús Vallejo de Blas, redactora de RNE, a la que conoció trabajando en el turno de doce de la noche a nueve de la mañana en la emisora. Ambos son padres de Inés y Adrián.

## Publicaciones
- Cuéntame algo bueno: conversaciones con mujeres. Ludiana Editores. Enero de 2019.[31]
- Manual urgente de comunicación. Editorial Almuzara. 5 de junio de 2018.[32]
- La España cruda: crónica del disparate. Editorial Almuzara. febrero de 2017.[33]
- Pintar la justicia. Editorial Aranzadi. 2016.[34]
- Fide... muy de cerca. Fundación Fide. 2010.[35]
- Cómo salir del infierno: crónica de un naufragio. Plaza y Janés. 3 de abril de 2006.[36]
- Benedicto XVI y el último cónclave. Planeta. 1 de mayo de 2005.[37]
- El cónclave: Los secretos de la elección del papa al descubierto. Planeta. 4 de marzo de 2005.
- Días de ruido y furia: la televisión que me tocó vivir. Plaza y Janés. 25 de enero de 2005.[38]

## Premios
- Miembro de mérito de la Fundación Carlos III en enero de 2017.
- Premio Antena de Oro 2016 en noviembre de 2016.
- Máster de Oro del Real Fórum de Alta Dirección en marzo de 2015.
- Premio Antena de Plata en noviembre de 2006.
- Premio Antena de Oro 2000 en noviembre de 2000.
- Premio al Mejor Informativo de Televisión de la Academia de Televisión y de las Ciencias y Artes del Audiovisual de España, en noviembre de 2000, por el Telediario Segunda Edición de TVE.
- Premio del Club Internacional de Prensa en junio de 1996 por la Mejor Cobertura en el Extranjero (como corresponsal en Roma para RNE).
- Premio Especial Fin de Carrera (julio de 1983) del Ministerio de Educación y Ciencia.
- Premio Fomento a la Lectura de la Asociación de Editores de Libros.